# 长叶斑叶兰
长叶斑叶兰（学名：Goodyera bilamellata），为兰科斑叶兰属下的一个植物种。